# 坤舆格致
《坤舆格致》由李天经主持，天主教传教士汤若望与杨之华、黄宏宪等一起合作翻译而成，全书共有四卷。原著是德国矿冶学家格奥尔格·阿格里科拉（Georgius Agricola,1494－1555）于1550年撰写的拉丁文巨著《论矿冶》（De re Metallica），论述了当时欧洲矿藏的开采和冶炼的技术。《论矿冶》共分十二卷，由拉丁文写成。
汤若望把此书呈给朝廷后，崇祯皇帝于崇祯十六年（1643年）十二月，在户部尚书倪元璐《请停开采疏》上批示：“发下‘坤舆格致’全书，着地方官相酌地形，便宜采取，据实奏报”。不过次年三月十八日，崇祯自缢于万岁山，倪元璐也殉国，明朝灭亡，致使此书来不及刊行与普及，后在的满清统治下彻底散失。
近年有學者在南京圖書館找到《坤輿格致》抄本一冊，署名湯若望。該抄本的開本為17.9cm×27.9cm，每頁八行，每行二十一字，共計一百二十頁。全書文字為白紙墨書，伴有朱文校勘文字。抄本第一頁缺，為目錄第一頁，從目錄第二頁起。目錄頁之後的空白處有一段屬名為左吳□□的題識。題識之後為敘目，敘目後是有關該書翻譯及恭進皇帝的奏摺，共三折，分別為《督修曆法加光祿寺卿李天經題為代獻蒭蕘以裕國儲事》《督修歷（曆）法李天經題為遵旨續進坤輿格致，以裕國儲事》和《回祠司手本》。其後是正文三卷，分別為第一卷，第二卷上下，第三卷上下。其中每卷之下均署名「遠西湯若望譯」。其中在第二卷下的後面空白處有一段嚴傑的識語，可知該書曾經嚴傑校勘一過，其中內文中的朱筆文字應該就是嚴傑的校勘成果。
在1912年《论矿冶》的英文譯本首次在倫敦出版。這本譯本由採礦工程师赫伯特·胡佛及夫人卢·亨利·胡佛翻譯（二人後來成為美國總統及其第一夫人）。這譯本是迄今《论矿冶》一书最为重要的学术译本，故仍在出版之中。